# Perkebunan Sei Silau
Perkebunan Sei Silau is een bestuurslaag in het regentschap Asahan van de provincie Noord-Sumatra, Indonesië. Perkebunan Sei Silau telt 1087 inwoners (volkstelling 2010).